# Fractura mandibular
Se denomina fractura mandibular a toda solución de continuidad o fractura del hueso de la mandíbula también llamado maxilar inferior. Pueden afectar a todas sus partes anatómicas, tanto al cuerpo como a las ramas mandibulares. La mayoría se presentan con una alteración de la oclusión dental (con relaciones interdentarias anormales).
Las fracturas mandibulares son típicamente el resultado de un trauma. Esto puede incluir una caída sobre el mentón o un golpe lateral. En raras ocasiones pueden deberse a osteonecrosis o tumores en el hueso. El área más común de fractura es el cóndilo (36%), el cuerpo (21%), el ángulo (20%) y la sínfisis (14%). Si bien ocasionalmente se puede hacer un diagnóstico con rayos X, las tomografías computarizadas modernas son más precisas.
La cirugía inmediata no es necesariamente necesaria. Ocasionalmente, las personas pueden irse a casa y hacer un seguimiento para la cirugía en los próximos días. Se pueden utilizar varias técnicas quirúrgicas, incluida la fijación maxilomandibular y la fijación interna de reducción abierta (ORIF). A las personas a menudo se les administran antibióticos como la penicilina durante un breve período de tiempo. La evidencia para apoyar esta práctica; sin embargo, es pobre.

## Región Maxilofacial
Se consideran, según su clasificación radiológica, fracturas complejas del macizo facial (viscerocráneo), siendo la fractura mandibular el tipo de fractura más común del mismo.

Estas fracturas del macizo facial son frecuentes, ya que el esqueleto maxilofacial es muy vulnerable a los traumatismos.
 
De la totalidad de fracturas maxilofaciales, aproximadamente el 60% de los casos son causados por agresiones físicas, un 17% por accidentes de automóvil, y el resto por otras causas accidentales (fundamentalmente caídas o lesiones deportivas).

## Clasificación
- Fracturas del cuerpo mandibular (corpus mandibulae).

- Fracturas de las ramas mandibulares (ramus mandibulae): pueden afectar al ángulo mandibular (angulus mandibulae), a la apófisis coronoides mandibular (processus coronoideus mandibulae) o a las apófisis condíleas (o cóndilos) mandibulares (processus condylaris).[4]

En un 66% de los casos no hay afectación de la articulación temporomandibular, lo cual se considera una fractura simple. En el resto de casos, se trata de fracturas dobles e incluso triples. La fractura bilateral completa de ambas ramas horizontales puede condicionar una retracción de la lengua, con el peligro de provocar una obstrucción de la vía aérea

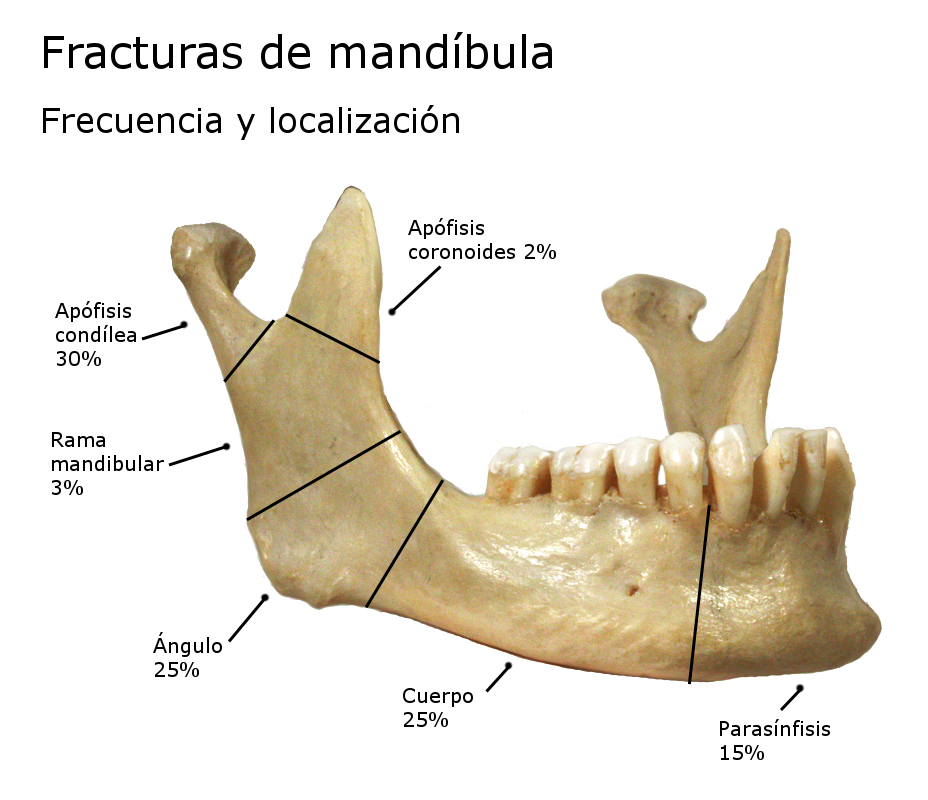
Localización y frecuencia de las fracturas de mandíbula o maxilar inferior.

.

### Localización y Frecuencia de la fractura
Las fracturas de la mandíbula se presentan en sus distintas regiones anatómicas con distinta frecuencia:
- - región del cóndilo (de su cabeza o su cuello) 29.1 %
- - ángulo 24.5%
- - sínfisis 22.0%
- - cuerpo 16.0%
- - proceso alveolar 3.1 %
- - No específica 2.2%
- - Rama ascendente 1.7%
- - Apófisis coronoides 1.3%[5]

## Exploración radiológica

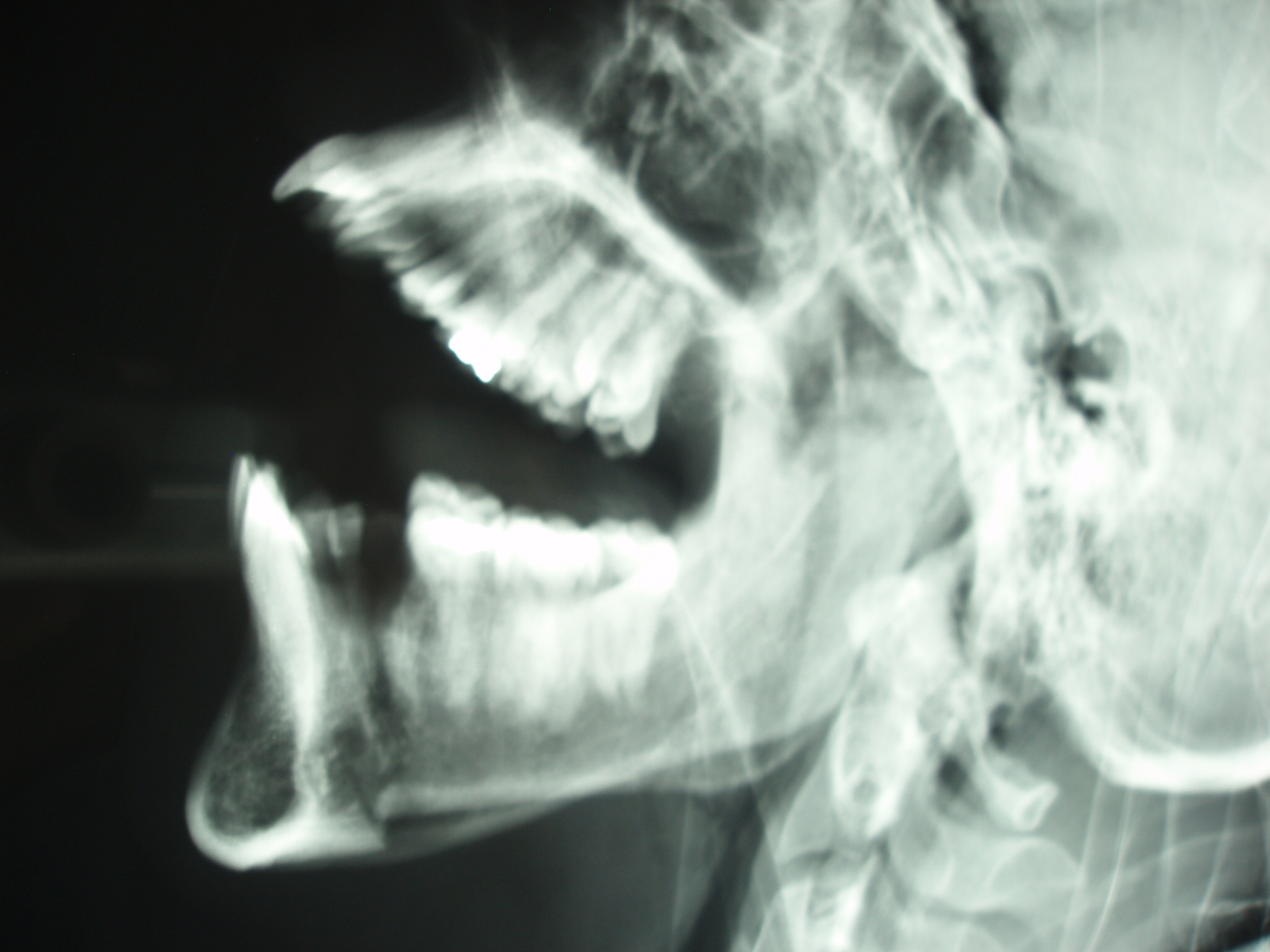
Radiografía de una fractura mandibular

Para su exploración radiológica, se emplean las proyecciones comunes de cráneo (lateral, posteroanterior de Cadwell y anteroposterior o frontooccipital). La exploración más común a nivel postquirúrgico y de control evolutivo es la ortopantomografía. Además, son útiles las proyecciones específicas de mandíbula y de articulación temporomandibular (posteroanterior, anteroposterior, axial, proyección de Schuller...), así como la tomografía computarizada o la resonancia magnética (especialmente para valoración del daño articular). La gammagrafía ósea es también útil en la valoración de la remodelación ósea. 

## Consecuencias
Las fracturas mandibulares invalidan social y laboralmente al paciente durante una media de 90 días. Suele requerir la gestión sanitaria por parte del cirujano oral y maxilofacial (técnicas de osteosíntesis) en unión al odontólogo, por acompañarse frecuentemente de lesiones dentales. El periodo de hospitalización postquirúrgica oscila entre 1 y 7 días. Entre los cuidados postquirúrgicos, se incluyen:
-  Dieta triturada las primeras 48 horas a 1 semana, y progresiva a blanda al menos 15- 20 días. 
– Enjuagues orales con colutorio antiséptico al menos 3 veces al día.
– Controles radiográficos postoperatorios.

## Complicaciones
La pseudoartrosis representa un 2.4% en un estudio de Matogh sobre 577 pacientes afectos de fractura de mandíbula. La causa más frecuente de la pseudoartrosis es la movilidad residual en el foco de fractura, muchas veces debida a insuficiente inmovilización quirúrgica.
La infección es la complicación más frecuente de la intervención quirúrgica con una tasa que varía desde menos del 1% hasta el 32% según estudios y autores. Si la fractura ha presentado comunicación con cavidad oral, lo que es muy frecuente, más posibilidades existen de que se infecte. Otros factores que influyen en la presencia de infecciones son la contaminación de la zona, enfermedad dentoalveolar y la presencia de dientes en mal estado en el foco de fractura, el abuso del tabaco y otras condiciones que reduzcan la vascularización ósea y de tejidos blandos en la zona de la fractura. Cultivos-antibiogramas y tratamiento adecuado pueden ser suficientes para resolver esta complicación. En el caso de existencia de dientes en el foco de fractura, su exodoncia resuelve el problema. En ocasiones puede ser necesaria la instalación de un drenaje. 
Las lesiones nerviosas no son muy frecuentes en casos de fracturas de mandíbula. Solamente en casos de grandes traumatismos con conminución mandibular puede aparecer sección de nervio dentario inferior o arrancamiento del nervio mentoniano. Las fracturas de ángulo son las que pueden provocar con mayor facilidad lesiones del nervio dentario inferior. Su alcance dependerá del tipo de lesión ósea. 

## Tratamiento
1º- Tener calma. 
2º- No exagerar antibióticos. 
3º- Meditar y respirar muy suavemente dejando que su mandíbula se acople ante el acontecimiento.